# Peter Kisner
Peter Kisner (né le 1er septembre 1944 à Amersfoort) est un coureur cycliste néerlandais. Professionnel de 1969 à 1973, il a été champion des Pays-Bas sur route en 1970.

## Palmarès
- 1970
  -  Champion des Pays-Bas sur route
- 1971
  - 5e étape du Tour du Levant
  - 5e étape du Tour d'Andalousie
  - 2e du championnat des Pays-Bas de vitesse
  - 3e du Grand Prix de Valence